# Лутівка
Лу́тівка — село в Україні, у Житомирському районі Житомирської області. Входить до складу Радомишльської міської громади. Населення становить 1250 осіб.

## Географія
Назву отримано від назви річки Лутівочка, яка розпочинається біля с.Глухів, перетинає село навпіл і впадає у Тетерів. На ній розташовані гарні великі Лутівські ставки, збудовані ще паном Вержбицьким півтора століття тому. В центрі села розташований молодий Свято – Хрестовоздвиженський храм, освячений у 2005 році, а навпроти каплиця – дзвіниця, всередині якої розташоване джерело.  